# Homalomena lancea
Homalomena lancea är en kallaväxtart som beskrevs av Henry Nicholas Ridley. Homalomena lancea ingår i släktet Homalomena och familjen kallaväxter. Inga underarter finns listade.